# Сто ґудзиків
Сто ґудзиків(рос. Сто пуговиц) — радянський короткометражний ляльковкий мультфільм, знятий за мотивами оповідання Людмили Уліцкої на студії Союзмультфільм. Мультфільм є першим з двох сюжетів мультиплікаційного альманаху Весела карусель N°13

## Сюжет
Хлопчик Петя просить маму пришити йому ґудзик, що відірвався на штанах, проте вона зайнята і радить пришити йому самому. У хлопчика нічого не виходить, і він здивовано питає, чому у мами це так спритно виходить. Мама, йдучи у справах, відповідає, що їй це легко дається тому, що вона «напевно, їх штук сто пришила». Хлопчик вирішує, що якщо він теж пришиє сто ґудзиків, то він обов'язково навчиться цього. У результаті, ґудзики виявляються пришиті на найрізноманітніші предмети — на іграшки, скатертину, стілець, одяг, штори і навіть на стіни та двері. Задоволений собою, Петя йде зустрічати маму і радісно їй заявляє: «Я, напевно, сто штук ґудзиків пришив!» Однак у цей момент зі штанів відривається той самий злощасний ґудзик, з якого все почалося.

## Знімальна група
| режисер              | Сергій Оліфіренко         |
| художник-постановник | Євгенія Богомолова        |
| аніматор             | Сергій Оліфіренко         |
| оператор             | Ігор Діанов               |
| композитор           | Ніна Савічева             |
| ролі озвучували      | Ніна Шмелькова-Мама, Петя |